# Баокан
Баока́н (кит. упр. 保康, пиньинь Bǎokāng) — уезд городского округа Сянъян провинции Хубэй (КНР).

## История
Во времена империи Мин восточная часть уезда Фансянь была в 1498 году выделена в отдельный уезд Баокан.
В 1949 году был образован Специальный район Сянъян, и уезд вошёл в его состав. В 1970 году Специальный район Сянъян был переименован в Округ Сянъян (襄阳地区).
В 1983 году решением Госсовета КНР город Сянфань и округ Сянъян были объединены в городской округ Сянфань.
В 2010 году решением Госсовета КНР городской округ Сянфань был переименован в Сянъян.

## Административное деление
Уезд делится на 10 посёлков и 1 волость.